# Ceropegia sandersonii
Ceropegia sandersonii — вид квіткових рослин родини барвінкові.

## Поширення
Вид поширений у Мозамбіку, ПАР та Есватіні.

## Опис
Багаторічна рослина. Стебло повзуче, скручене, голе, слабо розгалужене, завдовжки до 2 м, діаметром 4—5 мм. М'ясисте коріння довге та пучкове, утворює веретеноподібні скупчення. Стійкі м'ясисті листки нечисленні, довжиною близько 2,5 см, овально-загострені та черешкові. Квітки завдовжки 5–7 см і розміщені на ніжній ніжці.
Квітки блідо-зелені, лійкоподібні, завдовжки 5–7 см, розміщені на ніжній ніжці, за формою нагадує парашути. На краях квіток у розташовані вії, які виконують функцію капкана для мух, утримуючи їх, що сприяє активному запиленню. Квіти Ceropegia sandersonii виділяють аромат, який приваблює клептопаразитарних мух з роду Desmotepa (Milichiidae). Дослідження показали, що аромат схожий на речовини, що містяться у тривожних феромонах, які бджоли виділяють у стресових ситуаціях, наприклад у павутині, щоб попередити інших комах про небезпеку. Цей аромат приваблює мух. Потрапивши в пастку, муха ретельно покривається пилком і випускається лише тоді, коли квітка починає в'янути (приблизно через 24 години), а волоски слабшають. Потім муха переносить пилок на іншу квітку.
Плід має форму подвійної листянки (рідше трапляється поодинока), завдовжки до 13 см і діаметром 8 мм.